# Brenda Milner
Brenda Langford, coniugata Milner (Manchester, 15 luglio 1918), è una neurologa, psicologa e ricercatrice canadese di origine britannica, nota per essere una delle pioniere della neuropsicologia grazie ai suoi studi sulla memoria.

## Biografia
Nativa del Regno Unito e figlia del critico musicale Samuel Langford, appena nata contrasse l'influenza spagnola ma sopravvisse. Inizialmente studentessa di matematica, in seguitò cambiò orientamento e si dedicò alla psicologia. Studiò all'Università di Cambridge come assistente del professor Oliver Zangwill, ottenendo un baccellierato nel 1939.
Durante la seconda guerra mondiale si occupava degli esami psico-attitudinali degli allievi piloti della Royal Air Force, per poi passare al ministero dei rifornimenti, dove incontrò il futuro marito Peter Milner, allora ingegnere elettrico. Nel 1944 la coppia si sposò e si trasferì in Canada a causa del coinvolgimento di Peter nello sviluppo del programma atomico britannico, mentre Brenda divenne insegnante di psicologia all'Università di Montréal.
Cruciale fu l'incontro col neurologo Wilder Penfield, di cui divenne collaboratrice all'Istituto Neurologico di Montreal. Fu quindi una delle prime scienziate specializzatesi in neuropsicologia; i suoi studi si sono concentrati sul lobo temporale e sul suo funzionamento, e sulla ricezione della memoria nel cervello. Assieme a William Scoville si occupò di seguire il paziente Henry Molaison (anonimizzato in H.M.); esaminando i suoi problemi di memoria e sperimentando le sue capacità psico-motorie, Milner fu in grado di determinare il funzionamento della memoria a breve e a lungo termine.
In riconoscimento delle sue scoperte in campo scientifico, le sono stati attribuiti numerosi riconoscimenti.